# Karen Tatiana Pardo Ibarra
Karen Tatiana Pardo Ibarra, es una periodista que orienta su acción profesional a temas medioambientales, ciencia, derechos humanos y pueblos indígenas. Es editora y coordinadora de Tierra de Resistentes, un proyecto en el cual se investigan ataques violentos contra líderes que defienden la naturaleza en América Latina y el Caribe. Durante los últimos años trabajó en los periódicos más importantes de Colombia: El Tiempo y El Espectador. Ganadora del Premio Colombiano de Periodismo Ambiental Amway 2018.

## Trayectoria
Estudió comunicación social y periodismo en la Universidad de la Sabana. Trabajó en redacción con El Espectador y es periodista de Medio Ambiente de la casa editorial El Tiempo.

Su práctica periodística tiene un enfoque hacia la guerra y su impacto en el medio ambiente:
Todavía no alcanzamos a dimensionar el rol que cumplió la guerra, positivo y negativo, sobre nuestros ecosistemas" y de ahí abre un diálogo a la igualdad de género ya que las voces femeninas no son escuchadas y son “las mujeres entienden a la Tierra (…) a nuestra casa, como un todo, como un sistema vivo interconectado, desde la mirada de una madre que cuida de su hijo.

### Especies, una nueva expedición
Pardo inicia un viaje de seis meses a distintos lugares, adentrándose a la selva amazónica. De aquí surgen 14 historias publicadas en El tiempo, así como 12 documentales transmitidos por televisión. Ella concluye que:
Especies, al final, me ayudó a entender cómo un país resquebrajado, herido, dividido, al que han destartalado y dado por difunto, todavía sigue andando. La respuesta es: esperanza".

## Premios
Ganó el primer lugar en el Premio Amway de Periodismo 2018 – Sembrando Conciencia, en la categoría profesionales con su trabajo “Especies una nueva expedición”, gracias a este reconocimiento, Amway en alianza con la Fundación Carolina Colombia le otorgan la posibilidad de participar en el Programa de experiencia académica y cultural a España.